# 李毅 (1961年)
李毅（1961年11月8日—），中华人民共和国社會學家。西北大學文學學士，北京大學社會學研究生學歷，美國密蘇里大學社會學碩士，美國伊利諾大學(UIC)社會學博士。先后任中国人民大学研究员、福州大学台研所所长。

## 相關事件

### 中華民國政府驅逐事件
2019年4月9日，李毅第四度进入臺灣，是以第三類觀光申請來台自由行。他是受中國和平統一促進會邀請訪台演講。中國和平統一促進會将于13日在台中市辦「和平統一融合發展論壇」與遊行，文宣稱論壇邀「旅美社會學家李毅教授」演講。
11日，行政院发言人谷辣斯·尤達卡表示行政院院長蘇貞昌得知李毅訪台演講後，指示陸委會與移民署調查。认为“李毅持有美國綠卡，以觀光之名申請入境，卻從事與入境目的不符的活動，已違反大陸地區人民來臺從事觀光活動許可辦法第16條第1項第1款，有事實足認為有危害國家安全之虞，政院請移民署等相關機關依法辦理。”
移民署說，考量李毅過去鼓吹武力統一的言論，有事實認定危害國家安全和社會安定，經會同大陸委員會審查，依大陸地區人民來台從事觀光活動許可辦法規定，廢止李毅入境許可，限令今天出境，如果李毅不願出境就強制執行。移民署的上级——內政部表示，李毅將被列為不受歡迎人士，未來也將管制其入境。
11日晚间，李毅否認將出席論壇，強調這趟來台僅是觀光。中國和平統一促進會則表示無法回答，「但就是有所本才敢印海報」。
12日上午，执行出境遣返香港。同日上午，蘇貞昌在嘉義市受訪時說，“台灣是自由、民主與開放的國家[……]但假觀光之名卻宣傳武力統治台灣，這不只是恐怖分子，比李明哲只因言論就被中國逮捕關5年，驅逐（李毅）出境‘剛好而已，快走不送’”。
12日下午，陸委會主任委員陳明通表示，撤回簽證是在“總統蔡英文與行政院長蘇貞昌指示下，政府做了迅速處理”。
民進黨政府此番作為也引起爭議，国民党文传会代表黄子哲批评称，李毅僅以言論方式表達自己看法，並無實際作為，便遭到如此待遇，恐怕與民進黨所宣傳的“言論自由”大相徑庭。

### 对和平统一台湾方针的批评
1980年代以来，和平统一、一国两制是中国政府解决台湾问题的方针。2019年9月29日，李毅受訪表示，他認為現在中國大陸朝野及黨政軍上中下，是一致希望和平統一臺灣，無人希望武力統一臺灣，但他覺得如果臺當局堅決拒絕和平統一，那必然須出現武力終極統一。
2020年7月，上海東亞研究所長章念馳發表「找出兩岸關係新出路」一文，指出中國大陸追求的統一，即在不讓「一個中國」解體前提下，「共同締造」一個更美好未來，維持「相對統一」，而這種統一與「絕對統一」即武力統一不同，不是征服和消滅對方。章念馳還主張創造一個兩岸都可接受的一個中國新概念。對此李毅批評章念馳和中國大陸涉台智庫圈「從不研究統一台灣」，認為章念馳沒有站在統一一邊，而是站在台獨分裂一邊。李毅還呼籲「清理台海研究隊伍」。而中國大陸涉台學者陳孔立則撰文認為李毅是在「胡說八道、走極端」。

### 评价2019冠状病毒病疫情死亡人数
李毅于2020年10月16日在“2020年第四季度‘对话深圳湾’博士交流会”上发言对比中美抗疫成果时大笑称“这个新冠啊，是最不利于欧美，最有利于中国和朝鲜的。”“美国3亿人死了20多万，而中国14亿人死了4000多人，这根本就等于没人得病，没人死嘛，哈哈哈！”“是中国把美国逼的活不下去了”等，其中“中国14亿人死了4000人，这根本就等于没人得病，没人死嘛，哈哈哈。”遭到各界人士抗议与批评。《新京报》记者熊志撰文对其进行批评，对此，李毅在网上公开回应《新京报》“无良媒体人断章取义！”也特别指出他们故意不提是在做中美对比的语境。

### 人民大学院長王文开除李毅事件
2014年，李毅受聘为中国人民大学重阳金融研究院教授级研究员。因李毅在台海问题上的一些激烈言论，引起人大重阳执行院长王文教授极度反感。2017年7月29日，人大分管领导约谈王文教授，希望其不要因为李毅的言论而开除其职位，王文拒绝，当天决定开除李毅，人大于2017年8月15日单方面解雇李毅。

### 涉仇恨言論稱推特被冒充/盗用发言以及退出推特
2022年11月20日，署名李毅的推特由於違反了仇恨行為規則被推特鎖定，该推特账号于是批評推特管制言論，引發論壇爭議，並声称将退出推特，因連中國大陸的人也不願意幫忙說話，還有不少大陸網民夥同台灣人辱罵，已經對平台十分心冷。不過網路流傳其推文原話是：「解放台灣，中共解放軍傷亡不會超過兩位數。台灣雜種根本沒有還手之力，也不敢還手，誰反抗就株連九族。戰後治理也很容易，先屠一半，剩下的就會比狗還聽話，定時喂骨頭就行了」，曝光後顯是因事證明確才封。而事後，李毅在其个人Youtube频道上則表示其本人正在国内，无法登录推特并发言，有关推特是有人盗用其名字或账号，发表的不当言论与其本人无关 。其後在俄羅斯入侵烏克蘭一年陷入重大挫折後，李毅在回顧時，也一改幾年內就要開戰的態度，同時認為準備嚴重不足，應該謹慎再謹慎，分析稱未來動武代價極大，解放軍恐傷亡過半。

### 不惜全面戰爭論
李毅曾主張「我想中國14億人應該有一些人，已經做了準備死1.4億到7000萬人的準備，或者只要稍加教育，這些年輕人都會同意，為了統一台灣，中國死上1.4億人或者7000萬人」，還稱若是中美未來互相開戰，「核戰爭中國講得很清楚，叫不惜犧牲西安以東500個城市」。

## 著作
WorldCat 聯合目錄中李毅的著作或與之相關的著作
- --. . Lanham, MD: University Press of America. 2005. OCLC 62470986.
- --. . Chicago, IL: University of Illinois at Chicago. 2005. OCLC 71438053.
- --. . Beijing: Jiuzhou Press. 2015. OCLC 910946631.
- --. . Beijing: Jiuzhou Press. 2015. OCLC 921845534.
- --. . Guangzhou: 暨南大学出版社. 2011. OCLC 777816903.
- --. . Hefei: Anhui University Press. 2008. OCLC 314019459.
- --.  3. Xi'an: Shanxi Education Press. 1999. OCLC 64201799.
- --.  2. Xi'an: Shanxi Education Press. 1993. OCLC 30814239.
- --. . Beijing: 社会科学文献出版社 (Social Science Academic Press). 1993. OCLC 30825697.
- --.  1. Xi'an: Shanxi Education Press. 1991. OCLC 44631445.